# Szczelina w Uwozisku
Szczelina w Uwozisku – jaskinia w Dolinie Kościeliskiej w Tatrach Zachodnich. Wejście do niej znajduje się w Dolinie Smytniej, u podnóża Raptawickiego Muru, na wysokości 1230 metrów n.p.m. Jaskinia jest pozioma, a jej długość wynosi 6,5 metrów.

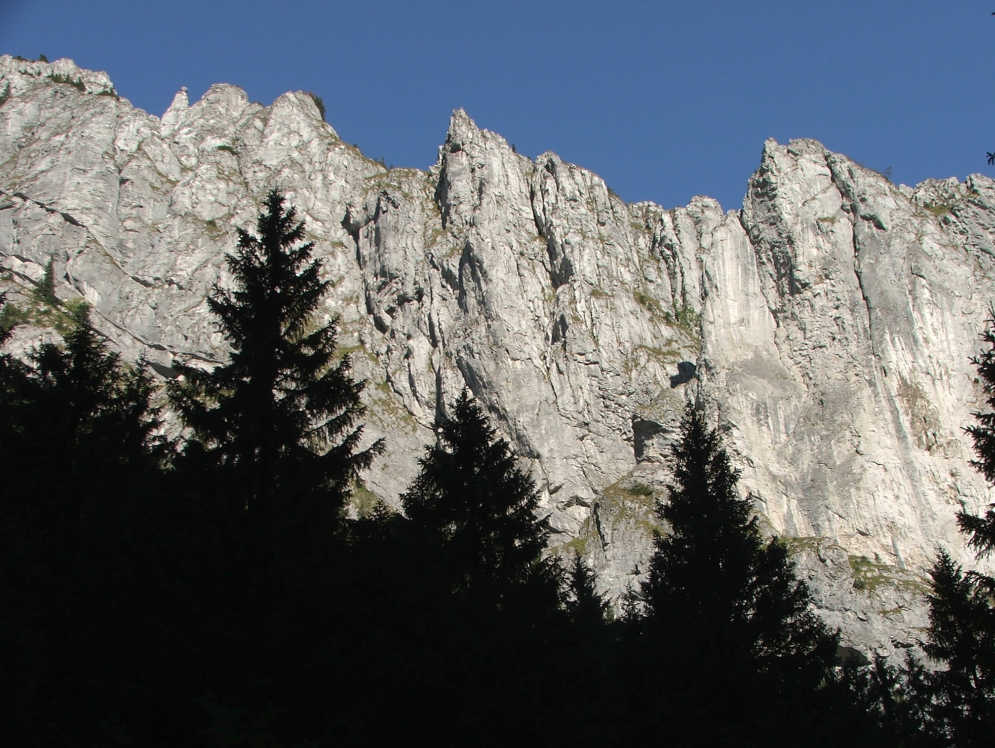
Raptawicki Mur

## Opis jaskini
Jaskinię stanowi poziomy, równoległy do zbocza, szczelinowy korytarzyk zaczynający się w niewielkim otworze wejściowym, a kończący, dochodzącą do powierzchni, szczeliną nie do przejścia.

## Przyroda
W jaskini nie ma nacieków i roślinności.

## Historia odkryć
Jaskinię odkrył W. W. Wiśniewski w 1990 roku. Jej pierwszy plan i opis sporządziła I. Luty w 2003 roku.